# De reizen van Alex
De reizen van Alex is een educatieve Franse stripreeks die zich afspeelt in de klassieke oudheid. De serie werd bedacht en oorspronkelijk getekend door stripauteur Jacques Martin. De serie is een spin-off van Alex.
Elk album heeft een thema omstreeks de tijd dat de avonturen van Alex zich afspeelden. Het album vertelt de geschiedenis met tekeningen van de situatie in het verleden, waarbij Alex en Enak figureren. De reeks wordt uitgegeven door Casterman.
De vier eerste albums in deze reeks zijn een herbewerking van de albums uit de reeks Les voyages d'Orion (De reizen van Orion) uitgegeven door uitgeverij Orix, waarbij de figuur Orion (ook bedacht door Jacques Martin) werd vervangen door Alex en Enak.
Het gaat om Les voyages d'Orion - l'Egypte 1 uit 1992, Les voyages d'Orion - Rome 1 uit 1993, Les voyages d'Orion - La Grece 1 en Les voyages d'Orion - La Grece 2 uit 1994.
| Jaar | Titel                  | Tekenaar                                                                  | Scenarist                           | Originele titel           | Jaar |
| ---- | ---------------------- | ------------------------------------------------------------------------- | ----------------------------------- | ------------------------- | ---- |
| 2002 | Egypte 1               | Jacques Martin & Rafael Moralès                                           | Jacques Martin & Rafael Moralès     | L'Égypte 1                | 1996 |
| 2002 | Rome 1                 | Gilles Chaillet                                                           | Jacques Martin & Gilles Chaillet    | Rome 1                    | 1996 |
| 2003 | Egypte 2               | Jacques Martin & Rafael Moralès                                           | Jacques Martin & Rafael Moralès     | L'Égypte 2                | 2000 |
| 2003 | Griekenland 1          | Pierre De Broche & Jacques Martin                                         | Pierre De Broche & Jacques Martin   | La Grece 1                | 1997 |
| 2004 | De Olympische Spelen   | Cédric van Heirweghe, Jacques Martin & Yves Plateau                       | Alain Hammerstein                   | Les Jeux Olympiques       | 2004 |
| 2004 | Pompeï 1               | Marc Henniquiau                                                           | Vincent Henin & Jacques Martin      | Pompéi                    | 2002 |
| 2004 | Jeruzalem              | Vincent Henin                                                             | Vincent Henin & Jacques Martin      | Jérusalem                 | 2002 |
| 2005 | Rome 2                 | Gilles Chaillet & Jacques Martin                                          | Gilles Chaillet                     | Rome 2                    | 1999 |
| 2005 | De Azteken             | Jean Torton                                                               | Jacques Martin                      | Les Aztèques              | 2005 |
| 2005 | Antieke klederdracht 1 | Jacques Denoël                                                            | Jacques Martin                      | Le costume antique 1      | 1999 |
| 2006 | De Vikingen            | Éric Lenaerts                                                             | Jacques Martin                      | Les Vikings               | 2006 |
| 2006 | Lutetia                | Vincent Henin                                                             | Jacques Martin                      | Lutèce                    | 2006 |
| 2006 | De Inca's              | Jean Torton                                                               | Jacques Martin                      | Les Incas                 | 2006 |
| 2007 | De Etrusken 1          | Jacques Denoël                                                            | Jacques Martin                      | Les Etrusques 1           | 2004 |
| 2007 | De Etrusken 2          | Jacques Denoël                                                            | Jacques Martin                      | Les Etrusques 2           | 2007 |
| 2008 | Griekenland 2          | Pierre De Broche                                                          | Jacques Martin                      | La Grece 2                | 1998 |
| 2008 | China                  | Erwin Drèze                                                               | Jacques Martin                      | La Chine                  | 2008 |
| 2008 | Carthago               | Vincent Henin                                                             | Jacques Martin                      | Carthage                  | 2000 |
| 2009 | Egypte 3               | Rafael Moralès & Léonardo Palmisano                                       | Jacques Martin                      | L'Égypte 3                | 2009 |
| 2009 | Alexander de Grote 1   | Emiel De Bolle, Tim Bolssens, Marc Daniëls, Rik Dewulf & Christophe Simon | Jacques Martin                      | Alexandre le conquerant 1 | 2009 |
| 2010 | Petra                  | Vincent Henin                                                             | Jacques Martin                      | Pétra                     | 2003 |
| 2010 | Persepolis             | Cédric van Heirweghe                                                      | Jacques Martin                      | Persépolis                | 2003 |
| 2012 | De Maya's              | Jean Torton                                                               | Jacques Martin                      | Les Mayas (1)             | 2004 |
| 2013 | Babylon - Mesopotamië  | Jean-Marie Ruffieux                                                       | Anne Deckers & Jacques Martin       | Babylone - Mésopotamie    | 2013 |
| 2014 | Alesia                 | Yohann Puaud                                                              | Pascal Davoz & Jacques Martin       | Alésia                    | 2014 |
| 2018 | De gladiatoren         | Marco Venanzi                                                             | Éric Teyssier & Jacques Martin      | Les gladiateurs           | 2018 |
| 2019 | Helvetia               | Marco Venanzi                                                             | Christophe Goumand & Jacques Martin | L'Helvétie                | 2019 |

## Herdrukken
Het album Egypte 1 beleefde een herdruk in 2007, het album Rome 1 beleefde een herdruk in 2003 en 2006. 
Het album De Olympische Spelen werd heruitgegeven in 2012 met informatie over de moderne Olympische Spelen. 
Het album Pompei 1 werd in 2009 herdrukt, net als Rome 2.
In 2011 werd het album over Pompeï volledig herzien en uitgebreid met tekeningen van Marc Henniquiau en extra informatie. De inkleuring werd verzorgd door Andrée Bienfait en Ingrid De Vuyst, de aanvullende teksten door Anne Deckers en Vincent Henin. Deze uitgave werd niet in het Nederlands uitgegeven.

## Enkel in het Frans verschenen
Niet alle albums zijn vertaald uit het Frans naar het Nederlands. 
| Jaar | Titel                           | Tekenaar                                 | Scenarist                      | Uitgeverij |
| ---- | ------------------------------- | ---------------------------------------- | ------------------------------ | ---------- |
| 1997 | La marine antique 1             | Marc Henniquiau                          | Jacques Martin                 | Orix       |
| 1999 | La Marine Antique 2             | Marc Henniquiau                          | Jacques Martin                 | Dargaud    |
| 2000 | Le costume antique 2            | Jacques Denoël                           | Jacques Martin                 | Casterman  |
| 2001 | Athènes                         | Laurent Bouhy & Jacques Martin           |                                | Casterman  |
| 2002 | Le costume antique 3            | Jacques Denoël                           | Jacques Martin                 | Casterman  |
| 2005 | Les Mayas (2)                   | Jacques Martin & Jean Torton             |                                | Casterman  |
| 2009 | Lugdunum - Lyon                 | Gilbert Bouchard & Jacques Martin        | Armand Desbat                  | Casterman  |
| 2010 | Orange Vaison-La-Romaine        | Alex Evang & Jacques Martin              | Anne Deckers & Mathieu Defline | Casterman  |
| 2011 | Vienna                          | Gilbert Bouchard                         | Benoît Helly & Jacques Martin  | Casterman  |
| 2012 | Nimes Le Pont du Gard           | Jacques Denoël                           | Jacques Martin & Éric Teyssier | Casterman  |
| 2013 | Aquae Sextiae (Aix-en-Provence) | Alex Evang, Yves Plateau & Jérôme Presti | Jacques Martin & Núria Nin     | Casterman  |
| 2013 | Massalia - Marseille            | Gilbert Bouchard                         | Jacques Martin                 | Casterman  |